# Hanns Braun (Leichtathlet)
Hans Karl Friedrich Wilhelm „Hanns“ Braun (* 26. Oktober 1886 in München; † 9. Oktober 1918 nordöstlich Fonsomme bei Saint-Quentin, Frankreich) war ein deutscher Bildhauer und Leichtathlet, der bei den Olympischen Spielen 1908 in London und 1912 in Stockholm erfolgreich war und 1909, 1910 und 1912 Deutscher Meister über die 400 Meter wurde. Braun, der zwischen 1907 und 1912 einen Weltrekord und 15 deutsche Rekorde erzielte, wurde 2008 in die Hall of Fame des deutschen Sports aufgenommen.

## Leben
Hanns Braun wurde als 6. Kind des in München tätigen Schlachtenmalers Louis Braun und seiner aus Zofingen in der Schweiz stammenden Ehefrau Maria, geb. Bürger, in München geboren, wo er nach dem Besuch der Elementarschule ab 1896 das Maximiliansgymnasium besuchte und im Sommer 1905 aus der 7. Klasse austrat.
Braun wandte sich zunächst der Kunst zu. Im Oktober 1906 trat er in die Bildhauerklasse des Professors für christliche Kunst, Balthasar Schmitt (1858–1942), an der Münchner Kunstakademie ein. Seine weitere künstlerische Ausbildung ist im Detail nicht überliefert; vermutlich studierte er zusätzlich in Berlin Architektur.
Da der Vater ein Faible für den Sport hatte, meldete er seinen Sohn 1902 beim seinerzeit größten Münchener Sportverein, den Münchner SC, an. Als Rechtsaußen der Fußballabteilung des MSC wechselte Braun mit dem Beitritt des FC Bayern München am 1. Juni 1906 – unter Beibehaltung der Eigenständigkeit und der Bezeichnung „F.A. Bayern im Münchner SC“ – in deren Fußballabteilung. Nachdem er in Leipzig bei der Ausscheidung für die Olympischen Spiele zwei deutsche Rekorde aufgestellt hatte, nahm er 22-jährig an den Olympischen Spielen 1908 in London teil und gewann im Mittelstreckenlauf über die 800 Meter die Bronzemedaille. In der seitdem nicht mehr gelaufenen „olympischen Staffel“ – gemeinsam mit Arthur Hoffmann, Hans Eicke und Otto Trieloff – belegte er hinter dem US-amerikanischen Team den zweiten Platz und gewann somit die Silbermedaille. Er startete zudem im 1500-Meter-Lauf.
Bei den Olympischen Spielen 1912 in Stockholm gewann er die Silbermedaille im 400-Meter-Lauf. Über 800 Meter galt er als Favorit, wurde aber Sechster. Der seinerzeit dreißigjährige Sportfunktionär Carl Diem schrieb: „Hanns Braun verdient hier eine Sonderbesprechung. Unser Münchner Sportsmann galt vor Stockholm auch in weiten amerikanischen Sportkreisen als unbesieglich. Die Geschichte der letzten Wochen hat diese Meinung korrigiert. Es mag dahingestellt bleiben, ob mit Recht oder nicht. Jedenfalls sind die Niederlagen Brauns ein typischer Beleg für die Kraft des sportlichen Prinzips der Auslese, die immer nur dann ihre Blüten treibt, wenn die breite Unterschicht des guten Durchschnitts und der guten Klasse darüber vorhanden ist.“

Hanns Braun nahm ebenfalls an der 4-mal-400-Meter-Staffel teil, schied jedoch im 2. Vorlauf aus.
Über die 400 Meter wurde Braun dreimal deutscher Meister. Dreimal wurde er auch englischer Meister über 880 Yards. Derartige Wettkämpfe im Ausland bedeuteten einen hohen Zeitaufwand und waren dementsprechend selten, zudem waren die Reisen teuer und die Athleten unterlagen einem strengen Amateurstatus.
Nach den Olympischen Spielen von Stockholm widmete sich Braun seinem Beruf als akademischer Bildhauer. Er erreichte hohes Ansehen in der Münchner Gesellschaft. Er war außerdem ein so genanntes „auswärtiges Mitglied“ beim Berliner Sport-Club (BSC).
Braun zog 1914 in den Ersten Weltkrieg. Er rückte mit dem Königlich Bayerischen Infanterie-Leib-Regiment (München) ein. Später meldete er sich freiwillig zur Fliegertruppe und durchlief die Ausbildung zum Flugzeugführer. 1916 wurde Braun der neu aufgestellten Jagdstaffel 34 b zugeteilt. Am 9. Oktober 1918 hatte er den Auftrag, die Aktivitäten der deutschen Truppen zu decken. Der Einsatz führte ihn und zwei Kameraden seiner Staffel an die belgische Grenze – dort wo der Eisenbahnknotenpunkt Cambrai liegt, direkt an der Schelde. Es soll ein leicht diesiger, aber schöner Herbsttag gewesen sein. Bei diesem Flug kollidierte Brauns Maschine während des Fluges – eine Woche vor seinem 33. Geburtstag und drei Wochen vor der Waffenstillstandsunterzeichnung von Compiégne – mit der Maschine seines Kameraden, Unteroffizier Ulm, aus der eigenen Jagdstaffel 34 b um 11.00 Uhr. Seine letzte Ruhestätte fand Hanns Braun auf dem Deutschen Soldatenfriedhof Vladslo in Belgien, Grablage: Block 3, Grab 2170.

## Ehrungen und Andenken
Der süddeutsche Leichtathletik-Verband stiftete 1921 den Hanns-Braun-Gedächtnis-Preis, der bis 1935 verliehen wurde. Von 1935 bis zum Beginn des Zweiten Weltkriegs 1939 wurde der Preis durch das „Reichsfachamt Leichtathletik“ auf Reichsebene verliehen. Die in den Kriegswirren verlorengegangene Statue wird seit 1951 vom Deutschen Leichtathletik-Verband als jährlicher Wanderpreis für besondere Leistungen und außerordentliche Verdienste in Führungspositionen in Erinnerung an den Ausnahmeathlet erneut verliehen; er ist die höchste Auszeichnung, die der Deutsche Leichtathletik-Verband für „besondere Leistungen und außerordentliche Verdienste in der Führung der deutschen Leichtathletik“ (Zitat) vergibt.
In der Zeit von 1941 bis 1945 trug das heutige Städtische Stadion an der Grünwalder Straße in München die Bezeichnung Städtische Hanns-Braun-Kampfbahn. Die Hanns-Braun-Brücke im Olympiapark München wurde nach ihm benannt. Im Olympiapark Berlin wurde die Hanns-Braun-Straße nach ihm benannt und ist heute Sitz der Geschäftsstelle von Hertha BSC und des Organisationskomitees für die Leichtathletik-Weltmeisterschaften 2009. Zudem gibt es seit den Olympischen Spielen 1936 das Hanns-Braun-Stadion, einen Leichtathletik-Sportplatz an der Hanns-Braun-Straße, der ebenfalls nach ihm benannt wurde. Er war auch Ehrenmitglied beim FC Bayern.
In München wurde seit 1930 in unregelmäßigen Abständen und speziell vor und nach den Olympischen Spielen 1972 mehrere Jahre lang eine hochkarätige Leichtathletikveranstaltung unter dem Namen Hanns-Braun-Sportfest abgehalten. Dort stellten u. a. die Leichtathletin Chi Cheng im Jahr 1970 einen Weltrekord über 200 m und Alexei Spridononow 1974 einen Weltrekord im Hammerwurf auf.